# Hans Olsson (canoë-kayak)
Pour les articles homonymes, voir Hans Olsson et Olsson.
Hans Olsson  (né le 18 décembre 1964 à Göteborg) est un kayakiste suédois pratiquant la course en ligne.
Il a participé à des compétitions entre fin des années 1980 et milieu des années 1990. Il a gagné 4 médailles aux Championnats du monde de course en ligne de canoë-kayak avec une médaille d'Argent (K-2 10000 m: 1993) et 3 de Bronze (K-2 1000 m: 1993, K-4 10000 m: 1990, 1991).
Olsson a aussi participé à 2 Jeux olympiques d'été, finissant 2 fois 7e (Hommes K-2 1000 mètres : 1988, Hommes K-4 1000 mètres: 1992).